# 화녀
"화녀"는 한국에서 제작된 김기영 감독의 1971년 스릴러, 멜로/로맨스 영화이다. 남궁원 등이 주연으로 출연하였고 정진우 등이 제작에 참여하였다.

## 줄거리
대중가요 작곡가인 남궁원은 사랑하는 아내 전계현과 단란한 가정을 꾸미고 있었다. 어느날 하녀(下女)를 직업 소개소에서 구해온다. 이 하녀(윤여정)는 깜찍한 아가씨여서, 어쩌다가 주인 남자가 가수 지망생과 놀아나는 것과, 또는 주인 내외의 방사(房事)를 엿본다. 어느날 만취한 남궁원이 가수 지망생인 애인으로 착각하여 윤여정을 범한다. 그로부터 윤여정은 주인 아주머니와의 대등(對等)한 대접을 요구한다. 그 뒤 쥐약을 써서 아이들을 모조리 독살한 후 주인 아저씨와의 정사(情死)를 기도하다가 끝내는 뜻을 이루지 못하고 죽는다. 죽는 순간에나마 아내 곁으로 간신히 기어간 남궁원. 허탈하게 집을 나온 전계현의 벗겨진 하이힐 한짝이 물위로 미끄러져 흘러간다.

## 개요
전작 <하녀(下女)>에서 소재(素材)를 가져왔을 뿐, 전혀 다른 차원의 영상적 실험을 보인 영화로서, 정일성(鄭一成)의 촬영이 뛰어났다. 제8회 청룡상에서 감독상·여우 주연상·여우조연상·미술상, 제10회 대종상에서 촬영상·조명상·미술상·신인상 등을 수상했다.

## 출연

### 주연
- 남궁원
- 윤여정
- 전계현

### 조연
- 최무룡
- 오영아
- 황백
- 추석양
- 서상원
- 김훈

## 기타
- 조명: 양찬종
- 녹음: 이재웅
- 미술: 박석인